# Сенюк Віталій Ярославович
Віта́лій Яросла́вович Сеню́к — старший сержант запасу Збройних сил України, учасник російсько-української війни.
Станом на лютий 2018 року проживає в селі Острівець (Городенківський район).

## Нагороди та вшанування
- Указом Президента України № 854/2019 від 20 листопада 2019 року за «особисту мужність і самовіддані дії, виявлені у захисті державного суверенітету та територіальної цілісності України, зразкове виконання військового обов'язку та з нагоди Дня Десантно-штурмових військ Збройних Сил України» нагороджений орденом «За мужність» III ступеня[2].